# Witborstbaardkoekoek
De witborstbaardkoekoek (Malacoptila fusca) is een vogel uit de familie Bucconidae (baardkoekoeken).

## Verspreiding en leefgebied
Deze soort komt voor in het noordelijk en noordwestelijk Amazonebekken van zuidoostelijk Colombia tot oostelijk Peru, de Guiana's en westelijk Brazilië.

## Status
De grootte van de populatie is niet gekwantificeerd maar de soort wordt omschreven als niet algemeen voorkomend. Op de Rode lijst van de IUCN heeft deze soort de status niet bedreigd.